# Стоилов, Симион
Симио́н Стои́лов (рум. Simion Stoilow; 14 сентября 1887, Бухарест — 4 апреля 1961, Бухарест) — румынский математик, педагог, профессор, ректор Бухарестского университета (1944—1945), доктор наук, дипломат. Член Румынской академии. Создатель румынской школы комплексного анализа.

## Биография
Образование получил в национальном колледже г. Крайова, с 1907 по 1910 год обучался в Парижском университете. В 1916 году под руководством Эмиля Пикара защитил диссертацию и получил докторскую степень в области математики.
В 1916 году вернулся на родину и принял участие в сражениях Первой мировой войны на фронте в Добруджа, затем — Молдавии.
После окончания войны, в 1919—1921 гг. в качестве профессора математики читал лекции в  Ясском университете, в 1921—1939 гг. — в Черновицком университете. 
С 1939 года жил и работал в Бухаресте. Сначала преподавал в Политехническом университете Бухареста, а с 1941 года — в Бухарестском университете, где в 1944—1945 гг. был ректором, а в 1948—1951 гг. — деканом физико-математического факультета.
С 1949 года стал первым директором института математики Румынской академии.
Занимался также активной общественно-политической и государственной деятельностью. Был членом Румынской коммунистической партии с 1944 года. В 1946—1948 годах был послом Румынии во Франции. В июле 1947 года организовал выставку «L'art français au secours des enfants roumains»; в ней участвовал Константин Бранкузи, Тристан Тцара и Жан Кассу. 
В 1946 году был членом румынской делегации на Парижской конференции 1947 года, возглавляемой Г. Тэтэреску
Умер от инсульта.

## Научная деятельность
Основные работы по топологической теории функций комплексного переменного.
Автор более 100 научных публикаций.

## Избранные труды
- Теория функций комплексного переменного, т. 1‒2, М., 1962;
- Лекции о топологических принципах теории аналитических функций. М., 1964.